# Les Amies d'Héloïse
Les Amies d'Héloïse est un roman d'Hélène de Monferrand publié le 28 mars 1990 aux éditions de Fallois et ayant obtenu la même année le premier Prix Goncourt du premier roman alors nommé « bourse Goncourt du premier roman ». Ce roman épistolaire est le premier tome d'une série de trois œuvres, suivi par Le Journal de Suzanne puis Les Enfants d'Héloïse.

## Résumé
À travers des échanges de lettres et des extraits de journaux intimes, se révèle la vie de quelques jeunes bourgeoises parisiennes dans les années 1960-80. Héloïse de Marèges et Claire Rochaz quittent le secondaire, mais continuent de s'écrire. Elles évoluent dans une société en pleine mutation, et observent leurs vies prendre des cours inattendus au gré de leurs rencontres respectives : entre Vienne, Stockholm, Copenhague et Paris, Héloïse découvrira avec Erika et Suzanne l'amour homosexuel, tandis que Claire choisira de continuer ses études en hypokhâgne tout en devenant mère de famille (très) nombreuse. Tous les personnages de ces différentes familles ainsi que leurs amis permettent donc à Hélène de Monferrand de tracer petit à petit un tableau saisissant de la société française du milieu du XXe siècle.

## Thèmes abordés
- les relations homosexuelles et l'évolution de la liberté de pensée dans les années post-soixante-huitardes
- mai 1968 vu par des partisans de droite davantage comme une révolte de jeunes bourgeois-bohèmes que comme une révolution
- la Guerre d'Algérie vue par d'anciens expatriés français (la famille Rochaz habitait à Mascara)
- la montée du féminisme avec l'évocation du M.L.F
- les problématiques en jeu dans les relations entre français et allemands au lendemain de la Seconde Guerre mondiale
- la situation des derniers nobles dans un contexte où monte le communisme
- le monde des Grandes écoles avec l'évocation de l'ENA, de Saint-Cyr-Coëtquidan, etc. et leurs évolutions

## Éditions
- Les Amies d'Héloïse, éditions de Fallois, 1990  (ISBN 978-2877060868).